# Karya Jaya (Mesuji Makmur)
Karya Jaya is een bestuurslaag in het regentschap Ogan Komering Ilir van de provincie Zuid-Sumatra, Indonesië. Karya Jaya telt 2947 inwoners (volkstelling 2010).